# Lee Hazlewood
Barton Lee Hazlewood (født 9. juli 1929, Mannford, Oklahoma, død 4. august 2007, Las Vegas, Nevada) var en amerikansk sanger, sangskriver og pladeproducer.
Efter en periode i hæren, hvor han blandt andet deltog i Koreakrigen, begyndte Lee Hazlewood at arbejde som discjockey samtidig med, at han skrev sange og havde et nært samarbejde med guitaristen Duane Eddy. Han fik sit gennembrud ved at gøre Nancy Sinatra til en stjerne i sig selv og ikke blot datter af Frank Sinatra. Han skrev blandt andet sangen "These Boots Are Made for Walkin'", som blev et tophit for Nancy Sinatra i 1966, samt flere andre sange til hende. Sammen indspillede de også en række duetter, der var med til også at gøre Hazlewoods baryton kendt. Blandt disse duetter kan nævnes "Summer Wine", "Jackson", "Some Velvet Morning" og "Did You Ever?".
Han indspillede en række soloalbum, der dog ikke opnåede synderlig succes, men med forsinkelse har han i musikkredse opnået stor anerkendelse som både sanger, sangskriver og producer. Af særlig skandinavisk interesse kan nævnes hans udgave af "Vem kan segla foruten vind" udgivet på albummet Cowboy in Sweden. Lee Hazlewood boede en periode af 1970'erne i Sverige og var ganske produktiv på dette tidspunkt. I 2004 udsendte han et nyt duet-album med Nancy Sinatra med titlen Nancy & Lee 3.

## Diskografi (udvalg)
- 1963: Trouble Is a Lonesome Town
- 1966: The Very Special World of Lee Hazlewood
- 1968: Nancy & Lee
- 1970: Cowboy in Sweden
- 1973: Poet, Fool or Bum
- 1977: Back on the Street Again
- 1999: Farmisht, Flatulence, Origami, ARF!!! and Me …, med Al Casey Combo
- 2006: Cake or Death